# Chapelle Saint-Vincent-de-Paul (Amiens)
Pour les articles homonymes, voir Chapelle Saint-Vincent-de-Paul.
La chapelle Saint-Vincent-de-Paul est située dans le Faubourg de Noyon quartier proche de la gare du Nord à Amiens. C'est une chapelle, datant du XVIIIe siècle, dédiée à saint Vincent de Paul, qui appartient au Prieuré de la Sainte-Croix, lui-même dépendant de la Fraternité sacerdotale Saint-Pie-X (FSSPX).
Elle est accessible par les lignes d'autobus 1, 3 et 16 du réseau Ametis.

## Historique
C'est entre 1736 et 1741 que fut édifié le Grand séminaire des Lazaristes amiénois sous l'égide de Mgr de la Motte. Il bénéficia de plusieurs extensions dont la dernière fut menée, en 1828, par l'architecte François-Auguste Cheussey. Ne souhaitant pas se soumettre à la Constitution civile du clergé, prêtres et séminaristes en furent chassés en 1790. Vite transformés en hôpital militaire, le séminaire et sa chapelle devinrent, en 1808, un dépôt de mendicité avant de retrouver leur fonction première sous la Restauration.
Saisi par l'État, à la suite de la loi de 1905, le Grand séminaire fit ensuite office de caserne (nommée d'après le comte Pierre Dejean) de 1909 à 1993. Pendant cette période, celle-ci abrita d'abord le 128e Régiment d'Infanterie, l'état-major d'artillerie du 2e Corps d'Armée (1919 à 1940), puis divers services importants de la division militaire territoriale avant l'état-major de la 8e division d'infanterie de 1979 à 1993. Désaffecté, l'État décida, en 2010, de vendre l'ensemble. Il trouva acquéreur, au premier trimestre 2011, en la personne de la Société civile immobilière CAVL qui le divisa en près de quatre-vingt-dix appartements.
Parallèlement à cela, les prêtres de la Fraternité sacerdotale Saint-Pie-X et les fidèles leur étant proches cherchaient une nouvelle chapelle ou église car ayant dû quitter la chapelle du Bon-Pasteur de la rue Daire à la suite de sa vente, en 2007, à la Région Picarde. Ne trouvant pas de lieu de culte mis à disposition, la communauté traditionaliste entama une période, de presque trois ans, de messes en plein air souvent célébrées sur les parvis ou aux côtés d'églises fermées. En 2010, la fraternité loue un hangar, rue Dupontreué, qu'elle réaménagea en chapelle aussi dédiée au Bon Pasteur. Or, pendant ce temps, la SCI CAVL avançait dans ses projets quant au séminaire des lazaristes. Cependant, en sus des appartements, la SCI procéda aussi à la mise en vente de la chapelle Saint-Vincent-de-Paul. Ainsi, la Fraternité sacerdotale Saint-Pie-X acheta celle-ci, en février 2012, ainsi que quelques locaux adjacents.
La chapelle, utilisée en tant que salle de prestige pour les cérémonies militaires, était appelée « Salle Leclerc de Hauteclocque » depuis plusieurs décennies. Sa rénovation, afin de répondre aux exigences du culte, dut être réalisée selon les contraintes inhérentes aux monuments historiques repoussant au dimanche des Rameaux 2015 le redémarrage des messes en ce lieu.